# 2023년 5월 볼로디미르 젤렌스키의 유럽 방문

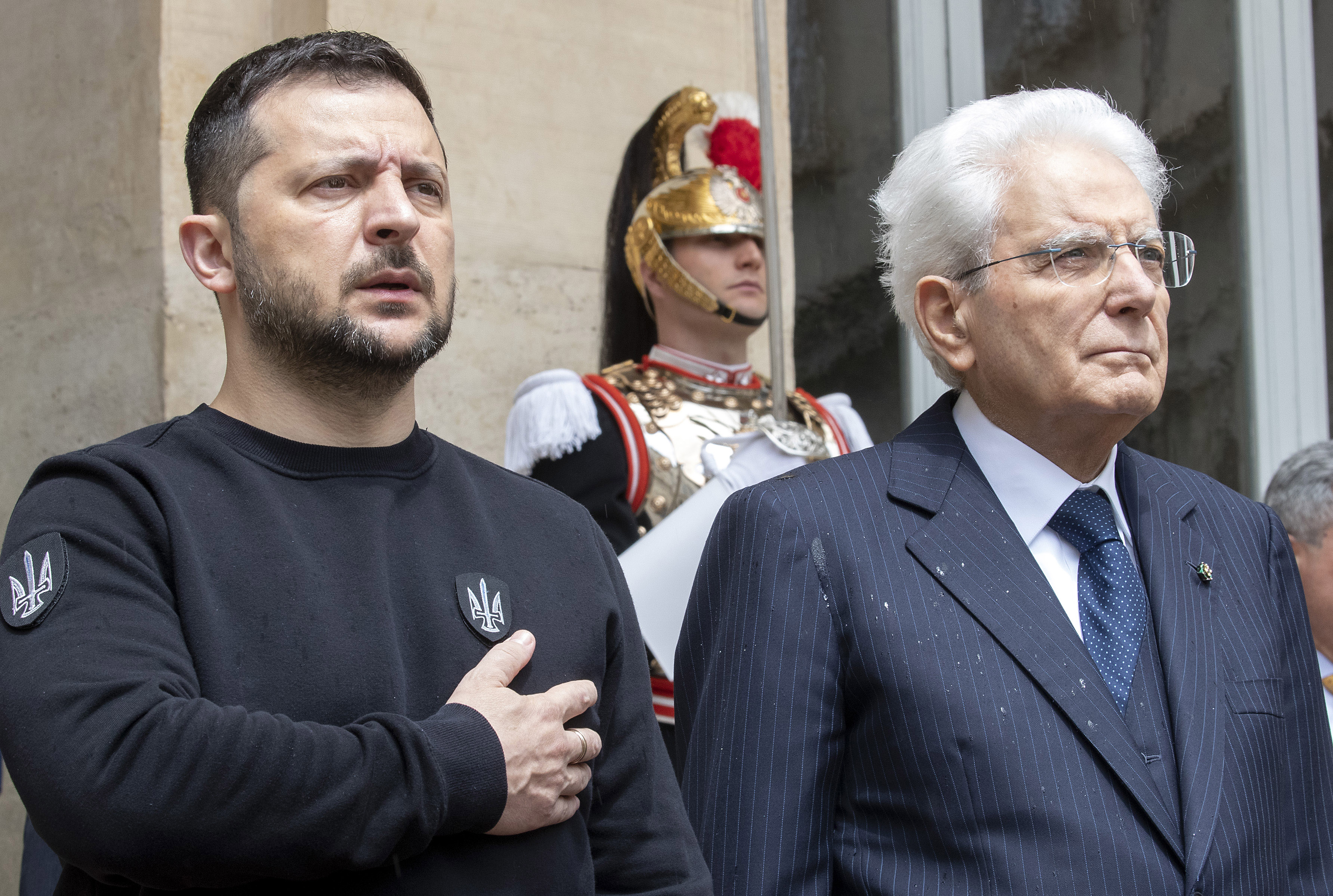
세르조 마타렐라 이탈리아 대통령과 함께한 젤렌스키

2023년 5월, 우크라이나의 대통령 볼로디미르 젤렌스키는 예고 없이 여러 유럽 국가를 여러 차례 방문했다. 5월 3일 젤렌스키는 핀란드를 방문하여 북유럽 국가의 총리 4명을 만났다. 5월 4일 젤렌스키는 네덜란드를 방문하여 벨기에와 네덜란드 총리를 만나고 국제형사재판소를 방문했다.
5월 13일부터 15일까지 젤렌스키는 이탈리아, 바티칸 시국, 독일, 프랑스, 영국 등 유럽 5개국을 여행하며 각 국가의 지도자들을 만났다.

## 배경
2022년 2월 24일, 러시아-우크라이나 전쟁이 크게 확대되면서 러시아가 우크라이나를 침공했다. 젤렌스키는 침공이 시작된 이후 2022년 미국, 2023년 2월 영국을 포함해 여러 차례 해외 여행을 떠났다.

## 같이 보기
- 2023년 조 바이든의 우크라이나 방문